# Валеска Герт
Валеска Герт (нем. Valeska Gert, настоящее имя Гертруда Валеска Самош, 11 января 1892, Берлин — 15 марта 1978, Кампен) — немецкая характерная танцовщица кабаре и мюзик-холла, актриса кино, модель, мемуаристка.

## Биография
Дочь берлинского торговца. Пришла к танцу самоучкой. В сольных номерах исполняла роли малоблагообразных людей дна, её выразительная манера была близка немецкому экспрессионизму, её даже с сравнивали с графикой Гроса. Пользовалась огромной популярностью. Соперничала с Мэри Вигман.

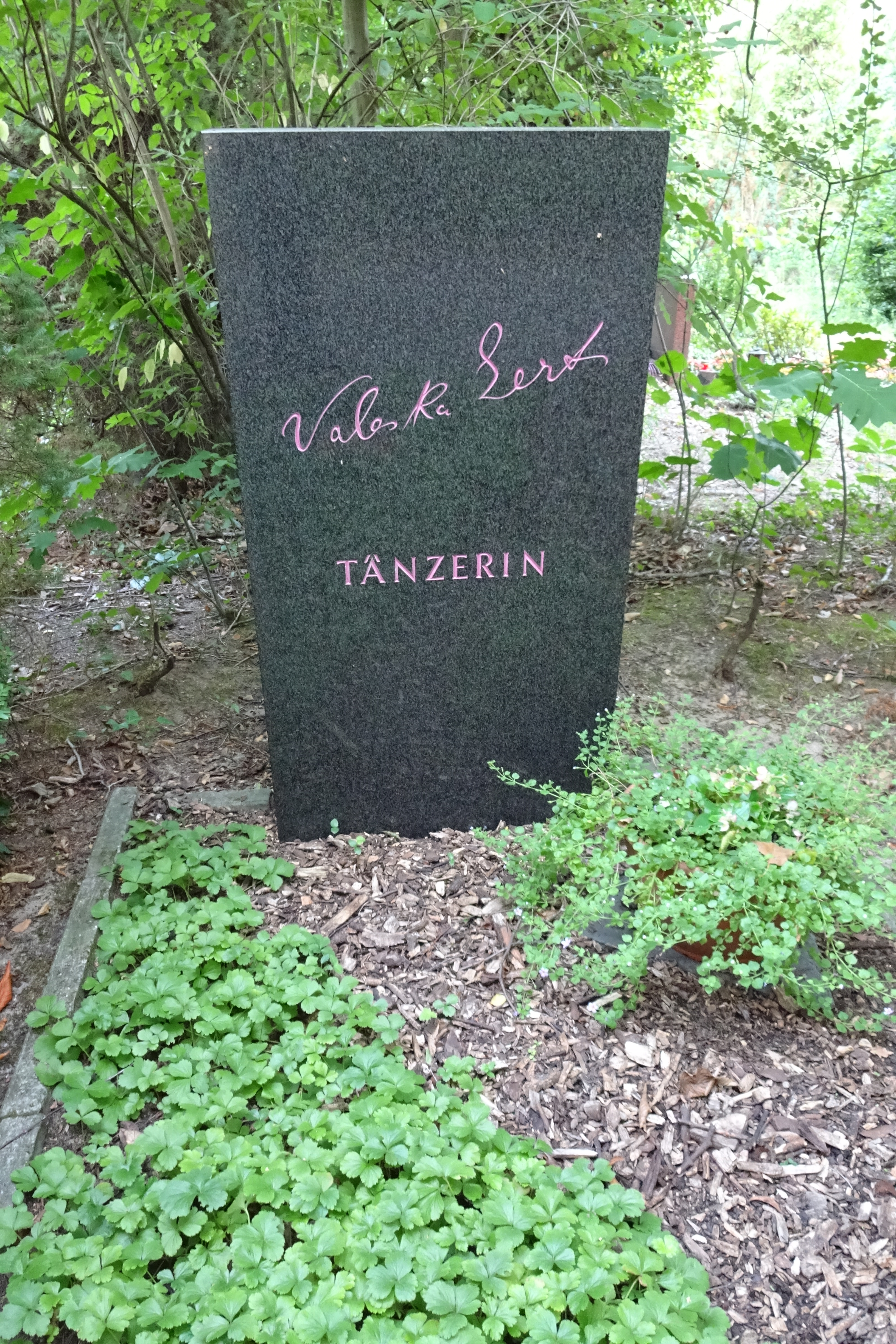
Могила Валески Герт

В 1928 году была на гастролях в СССР, познакомилась с Эйзенштейном, позже они встречались в Берлине (сохранился набросок эйзенштейновской статьи о Валеске Герт, она же написала о режиссёре в своих мемуарах). В конце 1920-х годов выступала моделью Жанны Маммен, Шарлотты Беренд-Коринт.
В 1933 году эмигрировала в Великобританию, в 1938 году — в США. В 1941 году приобрела в Нью-Йорке Beggar Bar, сделав его рестораном и кабаре (официантом здесь некоторое время служил только начинавший тогда писать драматург Теннесси Уильямс). В 1945 году Герт вернулась в Европу, в 1965 году — в кино.

## Герт в кино
Играла в фильмах Пабста, который её и открыл («Безрадостный переулок», 1925; «Дневник падшей», 1929; «Трехгрошовая опера», 1931, по Брехту), Жана Ренуара (Нана, по роману Золя, 1926), Хенрика Галеена (Альраун, 1928, по Эверсу), Роберта Сьодмака (Мужчины по воскресеньям, 1930), Федерико Феллини (Джульетта и духи, 1965), Фолькера Шлёндорфа (Последняя милость, по роману Юрсенар, 1976) и др. Шлёндорф снял об актрисе документальный фильм Только для забавы, только для игры (1977).

## Признание
Её звезда есть среди Звезд сатиры на Аллее славы кабаретистов в Майнце. В берлинском районе Фридрихсхайн одна из улиц названа в 2006 году именем Валески Герт. Её мемуары переведены на несколько языков.

## Книги
- Mein Weg' (1931)
- Die Bettlerbar von New York (1950)
- Ich bin eine Hexe: Kaleidoskop meines Lebens (1968)
- Katze von Kampen (1973)

## Публикации на русском языке
- Поверх границ. Из книги «Я — ведьма. Калейдоскоп моей жизни» // Киноведческие записки. — 2002. — № 58.